# レム・ウィンチェスター
レム・ウィンチェスター（Lem Winchester、1928年3月19日 - 1961年1月13日）は、アメリカのジャズ・ヴィブラフォン奏者。

## 生い立ち
レムエル・ウィンチェスターは、デラウェア州ウィルミントンで生まれた。両親は政治家のウィリアム・J・ウィンチェスターとアルヴァータ・ウィンチェスター。

## 経歴
もともと警察官であったウィンチェスターは、デラウェア州ウィルミントンで趣味として音楽に取り組んでいた。1958年のニューポート・ジャズ・フェスティバルに出演した後、本格的に音楽に転向。すぐにジャズ界のトップ・ミュージシャンたちと仕事をするようになり、ピアニストのラムゼイ・ルイスとデビュー・レコーディングを行った。
ウィンチェスターはリーダーとして数枚のアルバムをレコーディングし、サクソフォーン奏者のオリヴァー・ネルソンやオルガン奏者のジャック・マクダフ、シャーリー・スコットらとサイドマンとして共演した。レコーディングのほとんどはプレスティッジ・レコードで行われた。評論家のスコット・ヤナウは、ウィンチェスターの演奏はミルト・ジャクソンの影響を強く受けており、ヴィブラフォンで「独自の音色を作り上げるまで長くは続かなかった」と述べている。

## 死
ウィンチェスターはインディアナ州インディアナポリスで拳銃事故に遭い、32歳で亡くなった。

## ディスコグラフィ

### リーダー・アルバム
- 『アット・ニューポート'68』- New Faces at Newport (1958年、Metrojazz) ※with ランディ・ウェストン。スプリット盤
- 『クリフォード・ブラウンに捧ぐ』- Lem Winchester and the Ramsey Lewis Trio (1958年、Argo) ※with ラムゼイ・ルイス
- 『ウィンチェスター・スペシャル』- Winchester Special (1959年、New Jazz) ※with ベニー・ゴルソン
- 『レムズ・ビート』- Lem's Beat (1960年、New Jazz)
- 『アナザー・オパス』- Another Opus (1960年、New Jazz)
- Lem Winchester with Feeling (1960年、Moodsville)

### 参加アルバム
- ジャック・マクダフ : Tough 'Duff (1960年、Prestige)
- オリヴァー・ネルソン : 『テイキング・ケア・オブ・ビジネス』- Taking Care of Business (1960年、New Jazz)
- オリヴァー・ネルソン : Nocturne (1960年、Moodsville)
- シャーリー・スコット : Soul Sister (1960年、Prestige)
- エタ・ジョーンズ : 『サムシング・ナイス』- Something Nice (1960年、Prestige)
- ジョニー・"ハモンド"・スミス : Gettin' the Message (1961年、Prestige)
- エタ・ジョーンズ : Hollar! (1963年、Prestige)